# Radway
Radway – wieś w Anglii, w hrabstwie Warwickshire. Leży 19 km na południowy wschód od miasta Warwick i 115 km na północny zachód od Londynu.